# Gossypium raimondii
Gossypium raimondii — вид квіткових рослин родини мальвові (Malvaceae).

## Поширення
Поширений лише на півночі Перу. Рідкісний вид, що росте лише у чотирьох локалітетах: у департаментах Кахамарка (округи Сан-Беніто і Чілете), Ла-Лібертад (округ Каскас) і Ламбаєке (округ Чонгояпе). Раніше він був зареєстрований в окрузі Бальсас, поблизу міста Чачапояс в департаменті Амазонас і в окрузі Чікама в департаменті Ла-Лібертад, але останні дослідження 2013—2014 років в цих районах не виявили цього виду, тому він може бути вимерлим там. Цей вид чагарників мешкає в напівпосушливих середовищах і сезонно сухих тропічних лісах. Рослина трапляється на висоті від 300 м до 1000 м над рівнем моря.